# José Luis Munoa Roiz
José Luis Munoa Roiz (San Sebastián 1926-San Sebastián 2016) fue un médico oftalmólogo español creador del servicio de oftalmología de la Residencia Sanitaria de San Sebastián en 1975 y profesor titular en la Universidad del País Vasco de la que también fue profesor asociado de Historia de la Medicina. Añadido a esto destacó por múltiples actividades culturales como la presidencia de las Jornadas Internacionales de cine médico de San Sebastián, Presidente de la asociación artística guipuzcoana, profesor de ética y deontología médica en el Instituto de Criminología de la UPV, colaborador de la Sociedad de Estudios Vascos y en 1976 colaboró en la refundación del club rotario de Donostia.

## Biografía y trayectoria profesional
Nació en San Sebastián en 1926 se licenció en medicina por la Universidad Complutense de Madrid en 1951. Se especializó en oftalmología en el hospital San Carlos de Madrid. Tuvo como maestro al Dr Castroviejo y completó la especialidad en el hospital St. Clare´s de Nueva York  entre los años 1956 y 1958. Siempre le interesó la historia de la medicina sobre la que versó su tesis doctoral. La leyó en 1964 ante un tribunal presidido por Pedro Laín, con el que mantuvo una prolífica relación.
Fruto de esta relación, Pedro Laín  contó con la colaboración de José Luis Munoa en la edición de la "Historia Universal de la Medicina" que se editó entre 1969 y 1975 y constaba de siete volúmenes.
En 1975 creó el servicio de oftalmología de la Residencia Sanitaria de San Sebastián donde ejerció como jefe de servicio hasta 1985.
Fue uno de los fundadores del hospital privado la Policlínica de Guipúzcoa en San Sebastián donde ejerció hasta su jubilación. En este hospital junto con los médicos Arrazola y Gabilondo instalaron el primer escáner de la provincia.
En 1979 comenzó su andadura la Unidad Docente de Medicina de San Sebastián siendo responsable de las asignaturas de historia de la medicina y de oftalmología de la que fue profesor titular. Desde 1991 fue profesor de ética y deontología mëdica en el Instituto de Criminología de la Universidad del País Vasco.  Tras su jubilación fue profesor emérito  de la Universidad de País Vasco.
Entre los años 1959 y 1961 presidió la Asociación artística de Guipúzcoa que era un ateneo de discusión y debate prácticamente inexistente en esa época. Completando este afán divulgativo impulsó y  presidió las Jornadas de Cine Médico de San Sebastián entre los años 1968 y 1992 granjeándose problemas con la censura de la época y colaboró con la Sociedad de Estudios Vascos.
A lo largo de su vida participó en actividades filantrópicas como por ejemplo la refundación del club rotario en la ciudad que llegó a presidir.

## Publicaciones y distinciones
Fue autor de unas 50 publicaciones especializadas destacando los libros Traumatología de la región orbitaria (1984) y Estrés y Visión (1997).
Las distinciones más destacadas fueron las siguientes: 
- Premio nacional Dr. Arruga;[2]

- Premio Castroviejo en 1988;[2]

- Medalla al mérito ciudadano en 1992 otorgada por el Ayuntamiento de San Sebastián.[2]

- Cruz sencilla de la orden civil de Sanidad a propuesta del Gobierno Vasco en 2003.[2]

- Datos: Q108839165

1. 1 2  Gorrotxategi Gorrotxategi, Pedro. «Munoa Roig, José Luis». Enciclopedia Auñamendi.
2. 1 2 3 4 5 6 7  «José Luis Munoa, in Memoriam». Sociedad Española de Oftalmología.
3. ↑  «Ha fallecido el Dr Munoa». Policlínica Gipuzkoa.
4. ↑  Urkia Etxabe, José María. «José Luis Munoa, médico humanista». Noticias de Gipuzkoa.